# Chim yến Đại Tây Dương
Chim yến Đại Tây Dương, tên khoa học Serinus canaria, là một loài chim trong họ Fringillidae.

## Hình ảnh

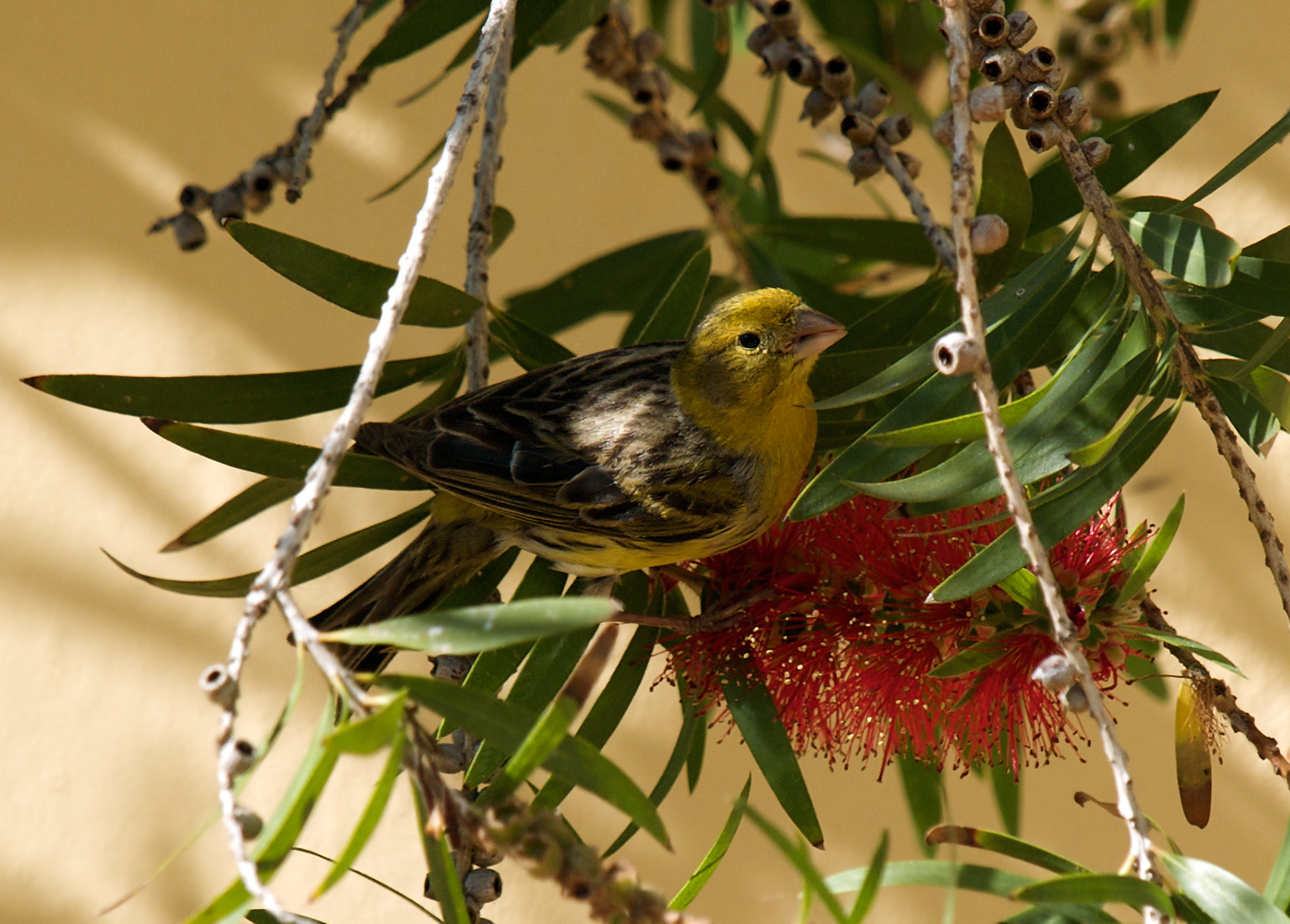
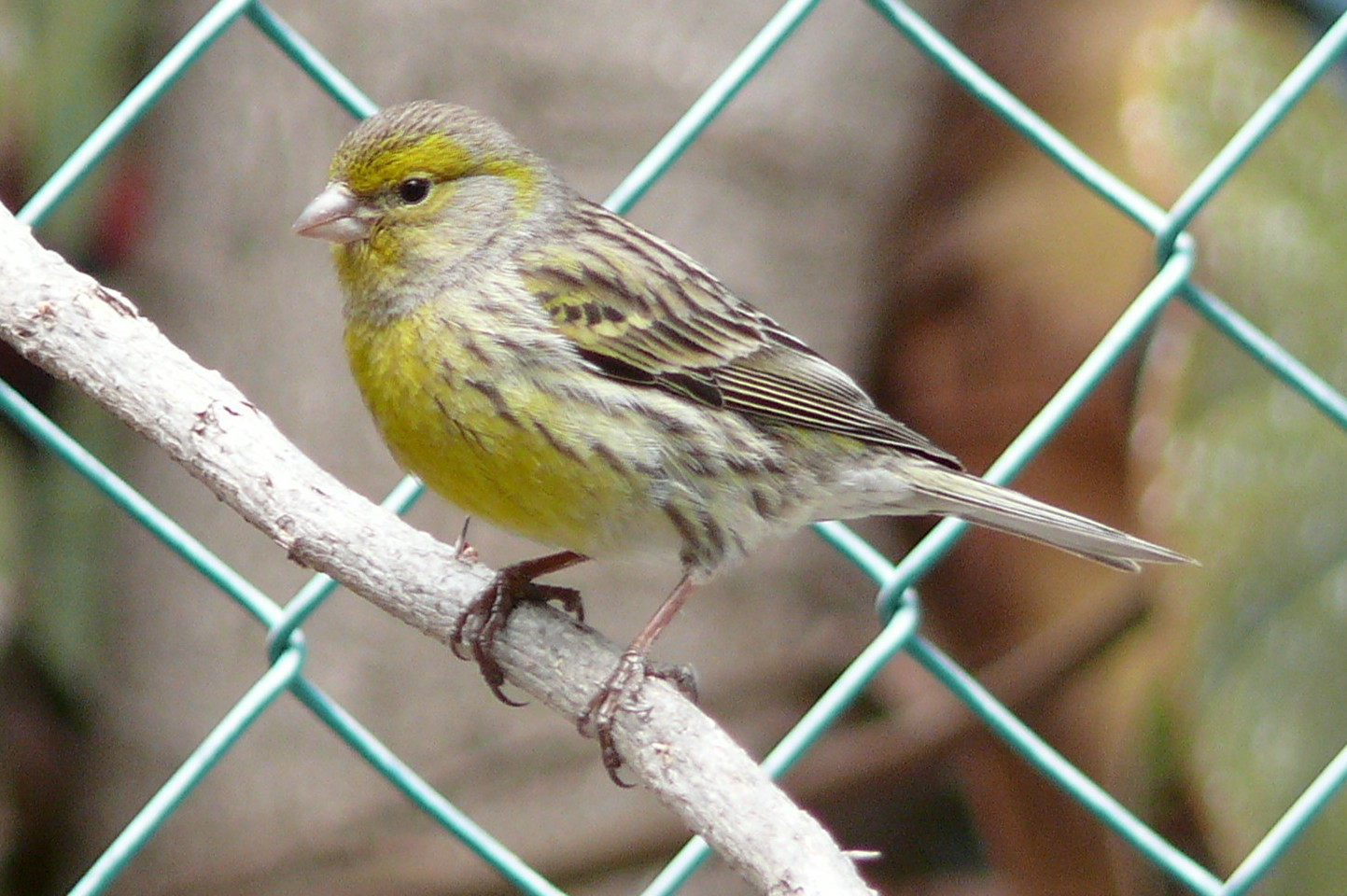
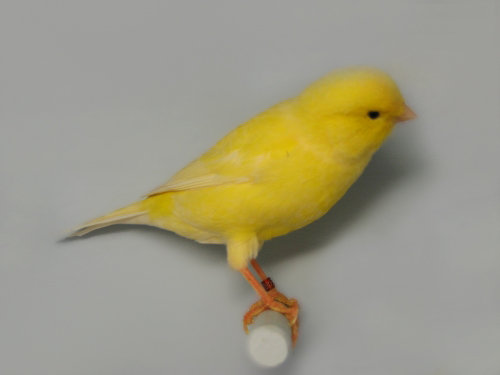

## Tham khảo

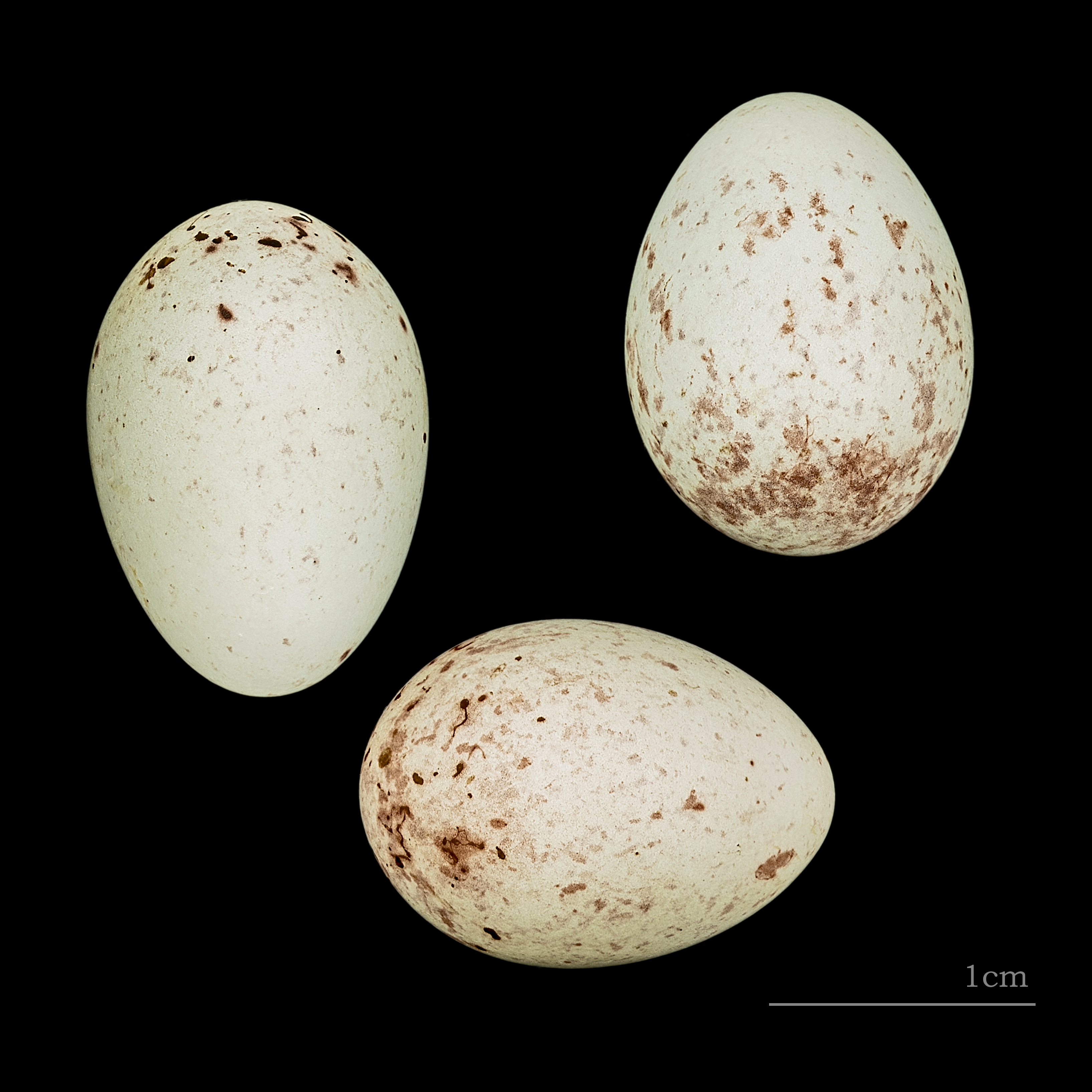
Trứng chim Serinus canaria canaria

## Phân loài
- Serinus canaria canaria
- Serinus canaria domestica